# The Dawn
The Dawn är en del av en befolkad plats i Australien. Den ligger i kommunen Gympie Regional Council och delstaten Queensland, omkring 140 kilometer norr om delstatshuvudstaden Brisbane. Antalet invånare är 683.
Närmaste större samhälle är Gympie, nära The Dawn. 
I omgivningarna runt The Dawn växer huvudsakligen savannskog. Runt The Dawn är det mycket glesbefolkat, med 6 invånare per kvadratkilometer. Genomsnittlig årsnederbörd är 1 531 millimeter. Den regnigaste månaden är mars, med i genomsnitt 289 mm nederbörd, och den torraste är september, med 33 mm nederbörd.